# St. Nicolai (Aue)

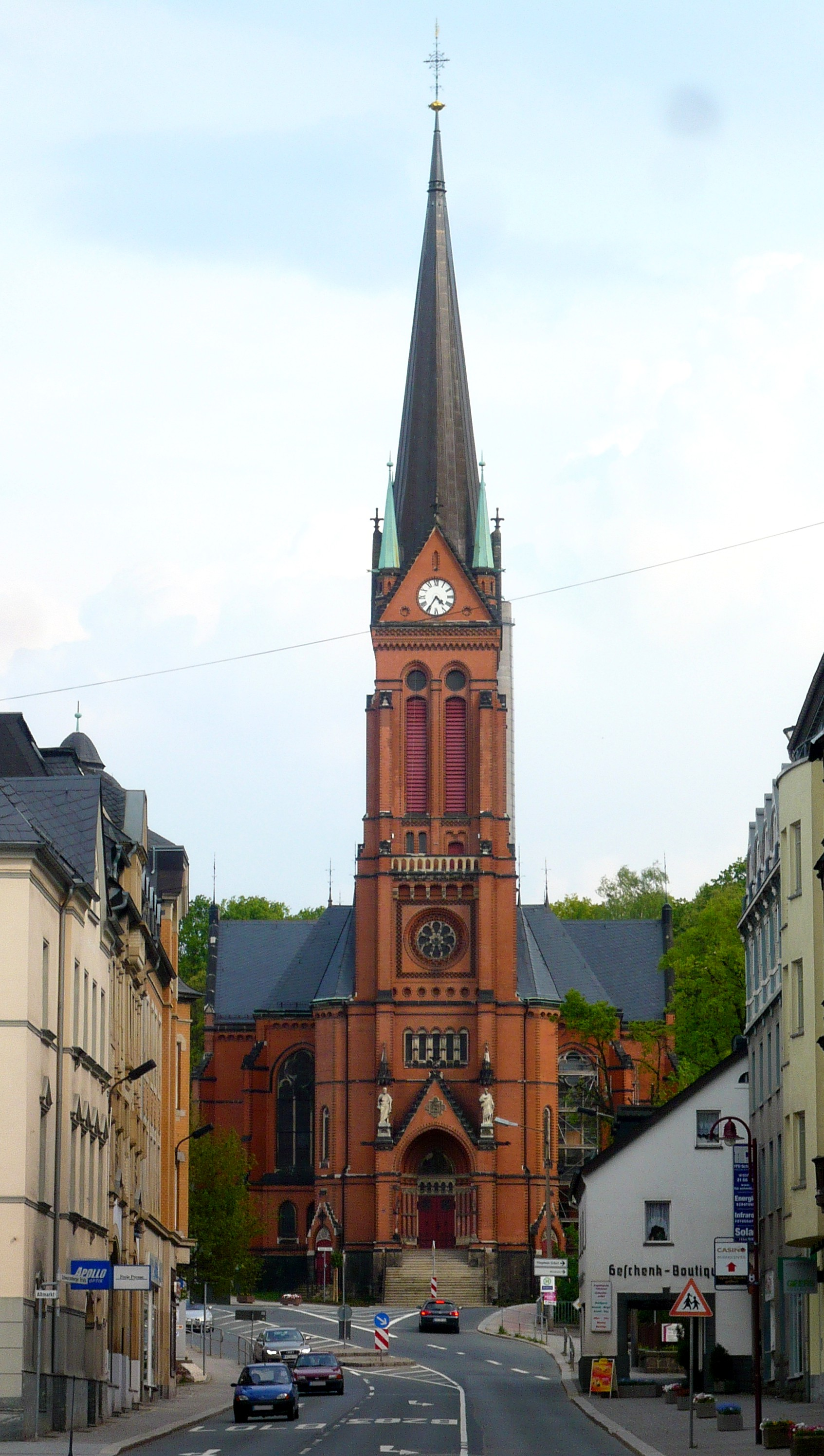
Nicolaikirche: Westturm mit Hauptportal

Die evangelisch-lutherische Pfarrkirche St. Nicolai in Aue ist eine neugotische Hallenkirche im sächsischen Erzgebirge und das höchste Gebäude der Stadt Aue-Bad Schlema. Mit ihrer heutigen Form prägt sie seit 1893 das Ortsbild.

## Heutiges Kirchengebäude

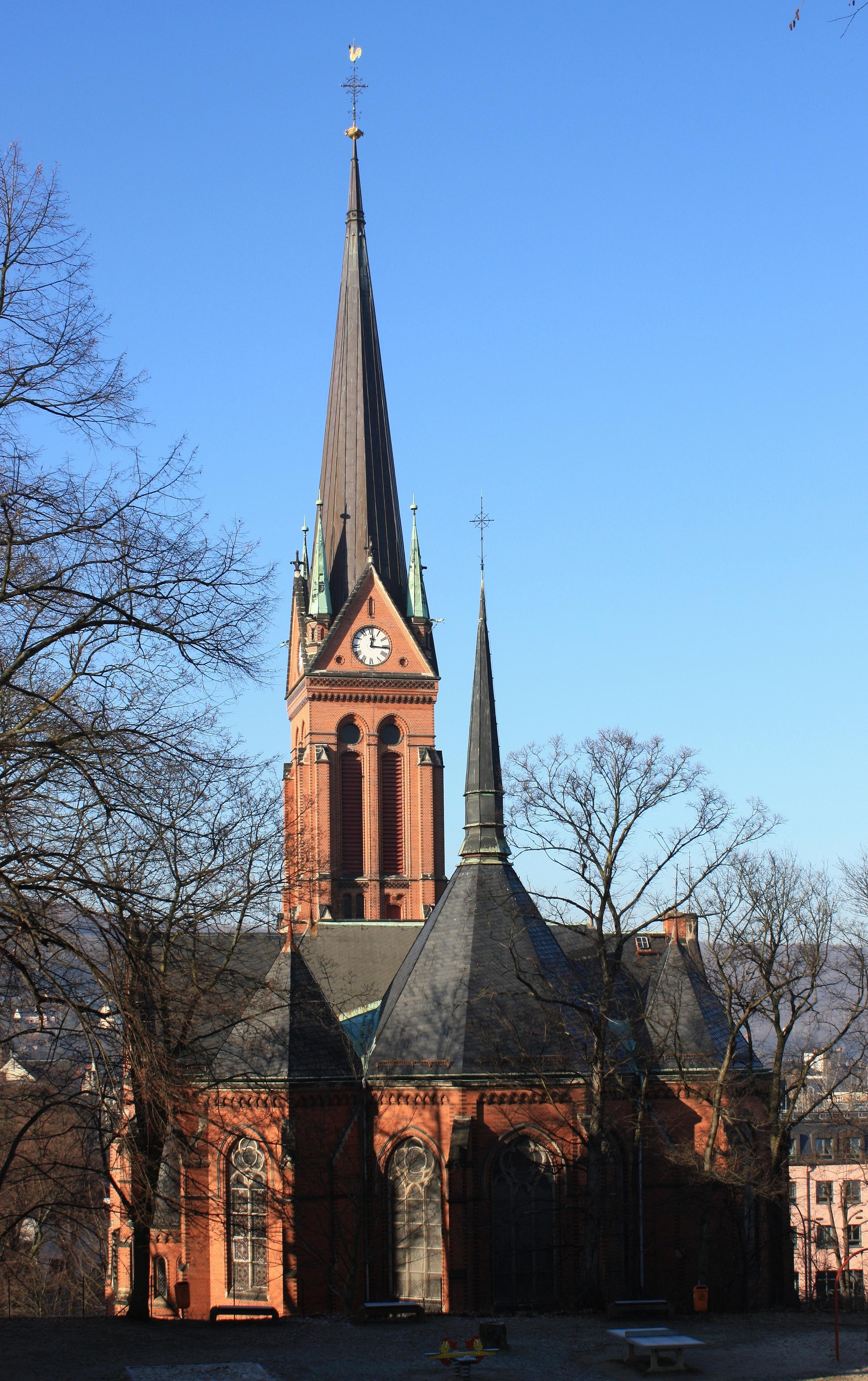
Ostseite: Chor mit Dachreiter

Ende des 19. Jahrhunderts war die mehr als zweihundertjährige bisherige Nicolaikirche baufällig und für die schnell wachsende Bevölkerung zu klein geworden. Der Gemeindevorstand beschloss einen Neubau und sammelte ab 1883 Spenden. Die Bereitstellung von 300 Mark durch den Auer Lohgerbermeister Johann Christian Becher bildete den Anfang. Gleichzeitig musste ein geeignetes Baugelände gefunden werden. Nach langwierigen Verhandlungen einigte sich die Kirchengemeinde mit der Stadtverwaltung und dem Besitzer Pfefferküchler Fischer 1889 auf den heutigen Standort. Hier mussten zwei Wohnhäuser abgetragen und der Rest des alten Kirchhofs verlegt werden. Der felsige und teilweise sandige Boden sowie alte Schächte und ein Stollen vom Altbergbau ergaben komplizierte Vorbereitungsarbeiten.
Nachdem 1885 insgesamt 27.500 Mark zusammengekommen waren, begann die Abtragung des Gemäuers der alten Nicolaikirche. Die Fläche wurde begrünt und mit Kastanien bepflanzt. Eine steinerne Kugel, die den Eingang des abgetragenen Gebäudes schmückte, wurde später auf eine Stele gestellt und erhielt einen Platz im Lutherpark, dem ehemaligen Kirchhof hinter dem Neubau.
Der Architekt Christian Gottfried Schramm (1857–1922) aus Dresden, 1886 von dem Kirchenvorstand und vom Auer Bürgermeister Finck kontaktiert, erhielt nach einem Architektenwettbewerb und einer öffentlichen Ausstellung seines Modells den Auftrag für den Kirchenneubau. Die Bauaufträge gingen an einen Baumeister aus Chemnitz sowie einen Steinmetz und einen Baumeister aus Aue.
Am 27. Juli 1891 war feierliche Grundsteinlegung für den Kirchenneubau. Die Gründungsurkunde, ein aktuelles Adressbuch aus Aue, der Grundriss der neuen Kirche, je eine Ausgabe der Auerthal-Zeitung und des Erzgebirgischen Volksfreundes, einige Münzen und das Festprogramm der Grundsteinlegung kamen in die Kassette. Das gesamte Fundament wurde aus statischen Gründen aus Granit gefertigt. Am 15. Januar 1892 fand die Hebefeier (das Richtfest) statt. Die neue Nicolaikirche wurde am 3. September 1893 eingeweiht.

## Renovierungen

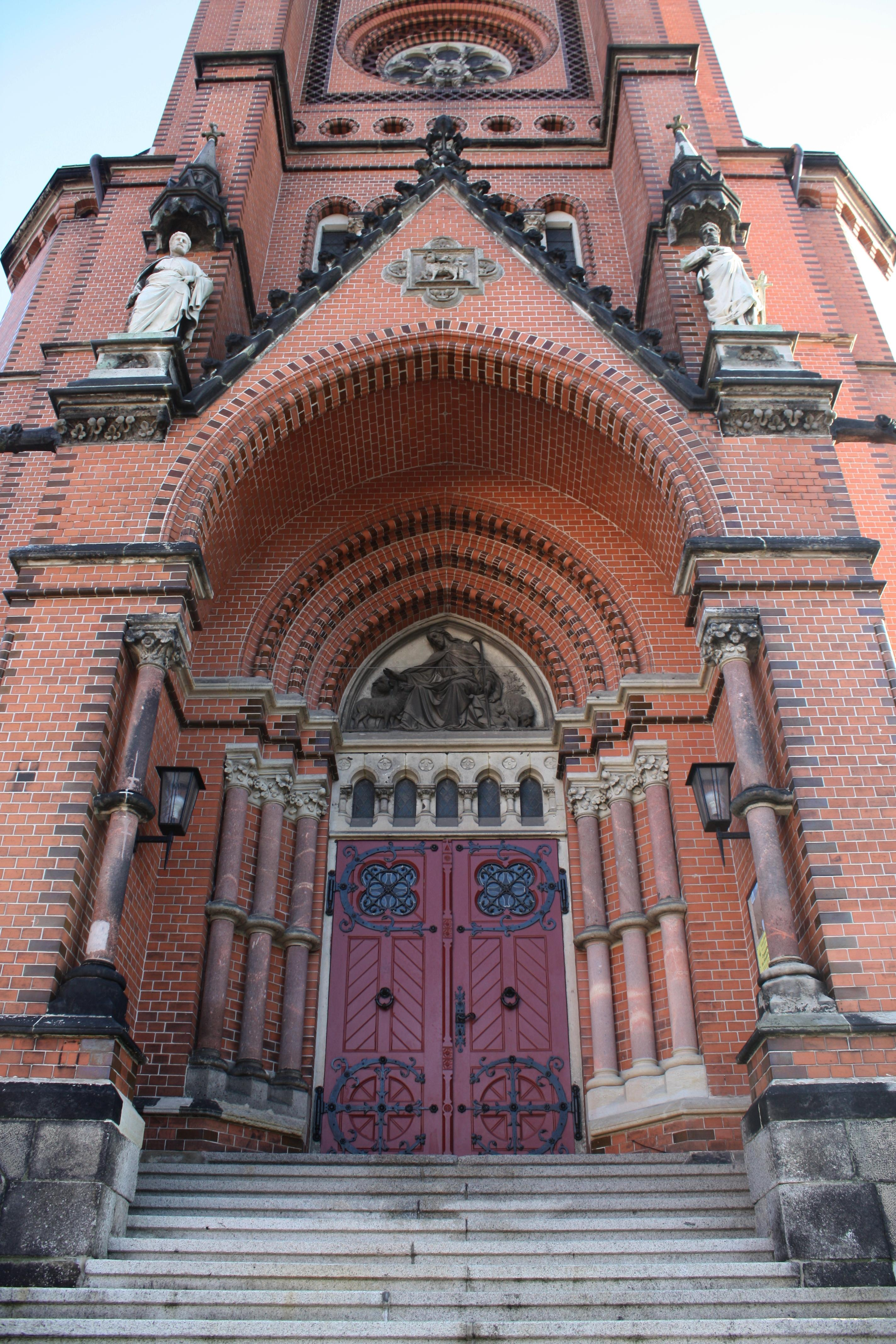
Hauptportal, noch mit Petrus und Paulus in ihren Nischen

Erst einige Jahre nach Ende des Zweiten Weltkriegs, den die Kirche ohne große Schäden überstanden hatte, erfolgte 1951 – im Zusammenhang mit der Anfertigung und der Installation neu gegossener Glocken – unter Leitung von Johannes Höra eine erste umfassende Renovierung. Ein großer Teil der Wandmalereien wurde dabei weiß überstrichen. Die Kuppel des Hauptraumes, ursprünglich als Sternenhimmel gestaltet, erhielt zwischen den Rippenbögen ebenfalls einen weißen Anstrich.
Im Jahr 1978 beschädigte ein Dachstuhlbrand, der von der Feuerwehr noch rechtzeitig unter Kontrolle gebracht werden konnte, die Spitze des Kirchturms. Der ausgetauschte und angebrannte Kaiserstiel befindet sich im Eingangsbereich der Kirche und wirbt um Zuwendungen für den weiteren Erhalt des Kirchengebäudes. Zwischen 1978 und 1983 ließ die Kirchengemeinde eine malerische Instandsetzung des Innenraumes vornehmen.
Die deutsche Wiedervereinigung 1990 führte zu neuen Kirchen- und kommunalen Strukturen. So konnte 1996 eine komplette Sanierung des Kirchturms erfolgen. Dem Apostel Paulus, einer der beiden Sandsteinfiguren in einer Nische über dem Eingangsportal, schlugen Vandalen den Kopf ab und entwendeten diesen.
Im Jahr 2020 erfuhr das Kirchengebäude eine erneute Renovierung. Nun wurden beide Figuren, also auch Petrus, abgebaut und in einer Werkstatt restauriert. Die beiden Heiligen waren durch Umwelteinflüsse und Vandalismus beschädigt und nicht mehr standfest. Die überarbeiteten Figuren erhielten einen geschützten Platz im Eingangsbereich der Kirche. Sie ergänzen die hier bereits zu sehenden Skulpturen-Köpfe in den vier Ecken, die einen ehemaligen Bürgermeister der Stadt, den Kirchenvorstand, den Baumeister und den Architekten des Gotteshauses darstellen.

## Architektur

### Außenarchitektur

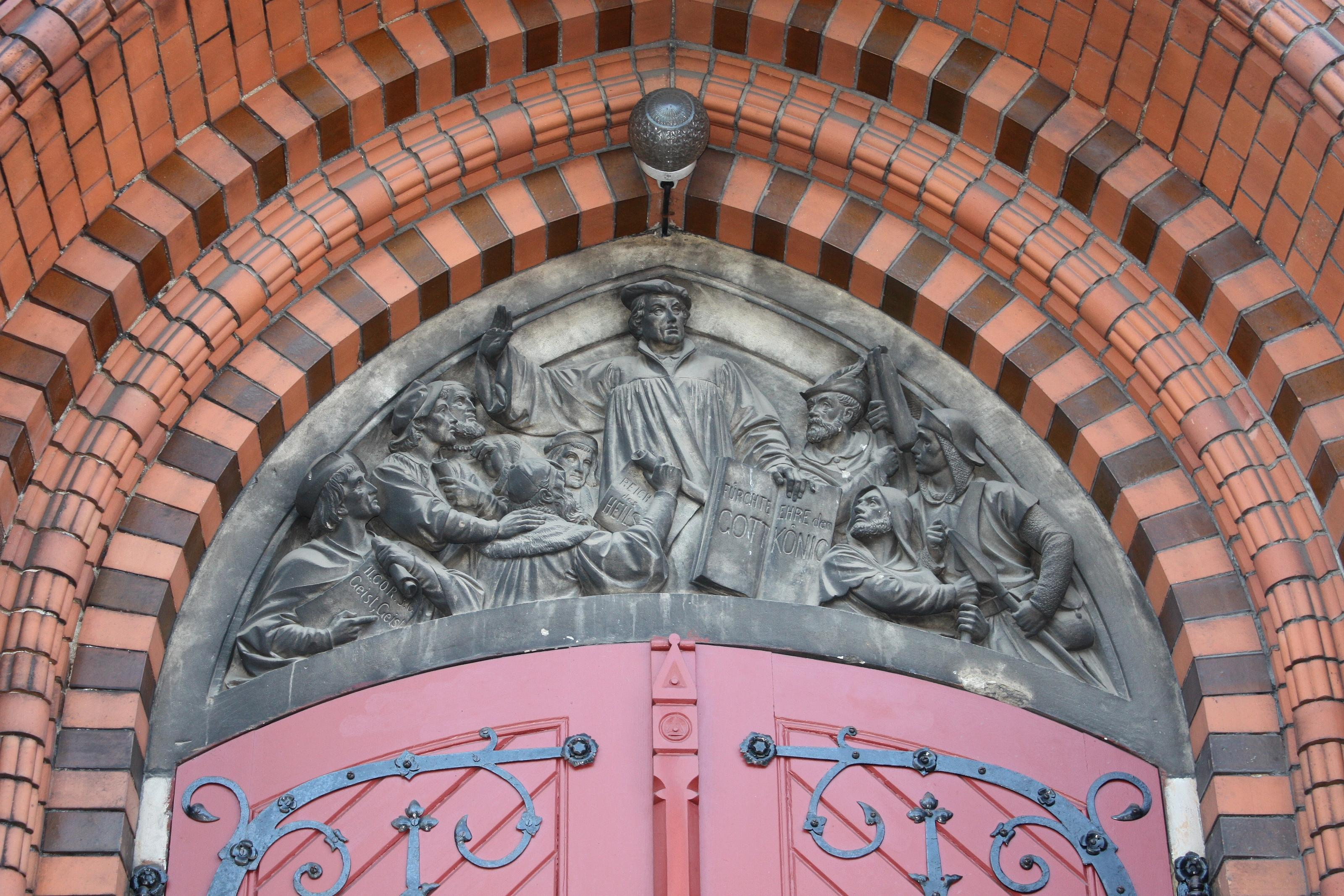
Bogenfeld des nördlichen Seitenportals

Der rote Backsteinbau auf einem Granitsockel über einem angedeuteten griechischen Kreuz hat einen dreiseitig geschlossenen Chor, der von übereck gestellten Seitenchören begleitet und durch einen Dachreiter betont wird. Die Backsteine sind besonders hart gebrannt und damit äußerst widerstandsfähig gegen Klima- und Umwelteinflüsse. Gewände, Gesims und das Maßwerk der Fenster bestehen aus Sandstein.
Treppenhäuser flankieren den markanten, 75 Meter hohen Westturm, der einen quadratischen Grundriss, Dreiecksgiebel und einen hohen, spitzen kupfergedeckten Helm aufweist. Der Dachreiterturm über dem Chor erhielt 1978 ein Kupferdach. Am Hauptportal befindet sich eine vorgelegte Freitreppe. Der Giebel war (wie oben dargestellt) mit überlebensgroßen Kalksteinfiguren der Apostel Petrus und Paulus geschmückt. Das Sandsteinrelief im Bogenfeld stellt Christus, den guten Hirten dar.
Die Fenster sind spitzbogig in zwei verschiedenen Höhen ausgeführt und unterschiedlich mit Maßwerk gestaltet. Die Turmfassade über der Freitreppe ist mit einer Fensterrosette geschmückt.

### Innenarchitektur

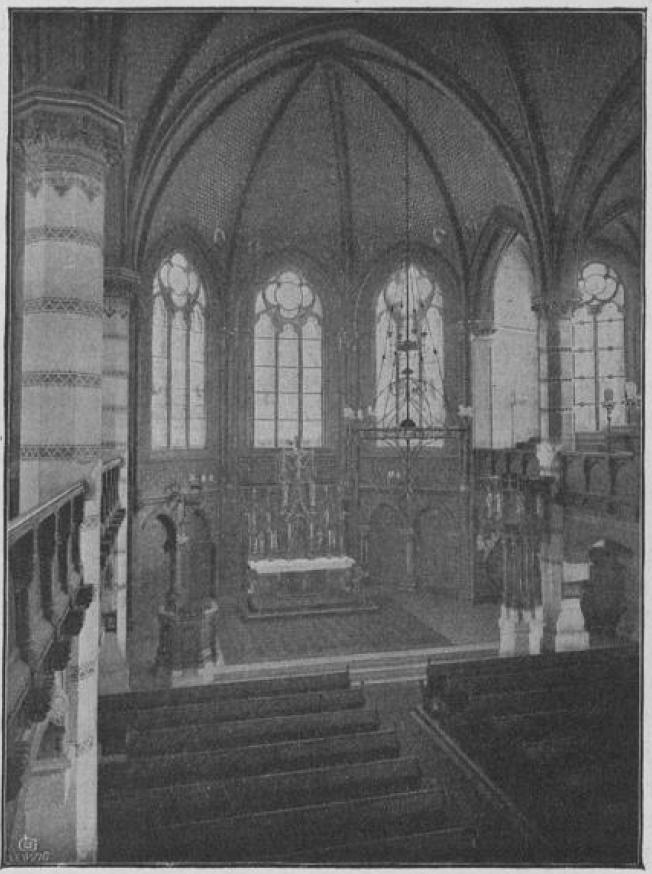
Innenraum um 1900

In den drei Seitenschiffen der dreijochigen Halle mit Kreuzrippengewölbe sind zwischen Granitpfeilern Emporen eingespannt, mittig unterstützt von schmaleren Rundsäulen. Die granitenen Pfeiler sind schwach kanneliert und mit Sandstein-Kapitellen geschmückt.
Das Mittelschiff ist 21 Meter lang und 11 Meter breit.
Die Taufkapelle im nördlichen Seitenchor hat eine flache Holzdecke und ist durch doppelte Spitzbogenarkaden zum Chor und zum Seitenschiff geöffnet. Die Sakristei befindet sich im südlichen Schiff.
Alle Kirchenwände waren anfangs mit Ornamenten ausgemalt, nach den mehrmaligen Restaurierungen ist nur noch eine Fläche hinter dem Altar im Original erhalten.
Der Altarraum bildet mit den benachbarten Seitenchören einen 10-eckigen Grundriss. Er erhält durch Altarfenster in farbiger Gestaltung Tageslicht.

## Ausstattung

### Altar, Kanzel, Taufbecken und Leuchter
Die Kirche ist einheitlich im neugotischen Stil gestaltet. Der Altaraufsatz soll von Julius Schneider aus Auerhammer gefertigt worden sein. Schnitzfiguren zeigen Abel, Melchisedek, Aaron und Isaak, Musikantenengel und eine Kreuzigungsgruppe bekrönen das Werk. Die drei Porzellangemälde im Mittelteil wurden von der Porzellanmanufaktur Meißen gestiftet, die sich damit für die langjährige Belieferung mit Kaolin aus Aue bedankte. Sie zeigen den segnenden Christus und Symbolisierungen von Brot und Wein.
Die Brüstungsfelder der hölzernen Kanzel sind mit geschnitzten Evangelistenfiguren versehen.
Das Taufbecken ist aus Sandstein geformt.
Im Chor befindet sich seit 1925 ein zwölfarmiger Messingkronleuchter, der aus der Vorgängerkirche übernommen wurde und auf 1653 datiert ist. Die Wandleuchter kamen 1951, die großen Kronleuchter im Mittelschiff 1984 in die Kirche.

### Fenster, Bänke
Die drei großen Buntglasfenster im Chor stammen aus der Bauzeit Ende des 19. Jahrhunderts. Sie stellen das Gleichnis von den klugen und törichten Jungfrauen in der Mitte, die Anbetung des Jesuskindes durch die Heiligen Drei Könige auf der linken Seite und die Ostergeschichte im rechten Fenster dar. Die übrigen 14 Fenster in unterschiedlicher Größe sind mit Ornamenten und Teppichmustern gestaltet. Alle Fensterbilder wurden in der Kunstglaserei Schilling in Aue hergestellt.
Die Kirchenbänke sind weitestgehend im Original erhalten, ihre Anordnung wurde im Laufe der Jahre verändert. Insgesamt bieten sie 1150 Sitzplätze.

### Orgel
Die erste Orgel mit 37 klingenden Stimmen wurde von den Brüdern Otto und Rudolf Jehmlich gebaut und auf der Orgelempore installiert. Sie hatte einen neugotischen Orgelprospekt und passte damit zum Ausstattungsstil der Kirche. Diese Orgelbaufirma lieferte 1961 ein neues Werk in einem modernen Gehäuse, das am 10. Dezember 1961 geweiht wurde.
2680 Orgelpfeifen in 36 Registern (9-11-7-9) sind auf drei Manuale und Pedal verteilt.

### Geläut
Am 4. Dezember 1892 wurden die von G. A. Jauck in Leipzig gegossenen drei As-Dur-Glocken geweiht, die zusammen 18 Zentner (= 900 kg) wogen (also 10, 5 und 3 Zentner). Die Glocken der alten Nicolaikirche sollen dafür in Zahlung gegeben worden sein.
Zwei der drei Bronze-Kirchenglocken wurden 1942 als Metallspende des deutschen Volkes für Kriegszwecke eingeschmolzen. Weil sie nicht im Ganzen aus dem Turm gebracht werden konnten, wurden sie dort zerschlagen und die Bruchstücke auf die Straße geworfen.
Während der Restaurierung der Kirche zwischen 1951 und 1955 erhielt die Kirchgemeinde drei neue Eisenhartgussglocken, die in der Gießerei Schilling & Lattermann in Morgenröthe-Rautenkranz hergestellt worden waren. Der Schlagring der Glocken war jedoch größer, als die Breite der Schallöffnungen – auf beiden Seiten mussten deshalb einige Mauersteine herausgebrochen werden. Das Glockengeläut, passend auf die verbliebene kleine Bronzeglocke abgestimmt, wurde per Schrägaufzug in den Turm gebracht.
Die größte der drei Glocken bekam beim Neujahrsläuten 1964/65 einen Sprung, wurde abgenommen und auf dem Turmboden abgestellt. An ihrer Stelle konnte 1967 eine neue Bronzeglocke aus der Gießerei der Gebrüder Schilling in Apolda installiert werden. Seit 1986 steuert eine elektronische Schaltanlage das regelmäßige Läuten.
Inschriften auf den Glockenkörpern:
- Die gesprungene Glocke (1951): „O Land, Land, Land, höre des Herrn Wort“
- Große Bronzeglocke (1967): „Ehre sei Gott in der Höhe“, „Dona nobis Pacem“
- Mittlere Glocke (1951): „Und Friede auf Erden“, „Verleih und Frieden gnädiglich Herr Gott zu unsern Zeiten“
- Kleine Glocke (1892): „Und den Menschen ein Wohlgefallen“, „Welche der Geist Gottes treibt, die sind Gottes Kinder“
- Kleinste oder Taufglocke (1951): „Wer da glaubet und getaufet wird, der wird selig werden“

### Drei Vorgängerbauten

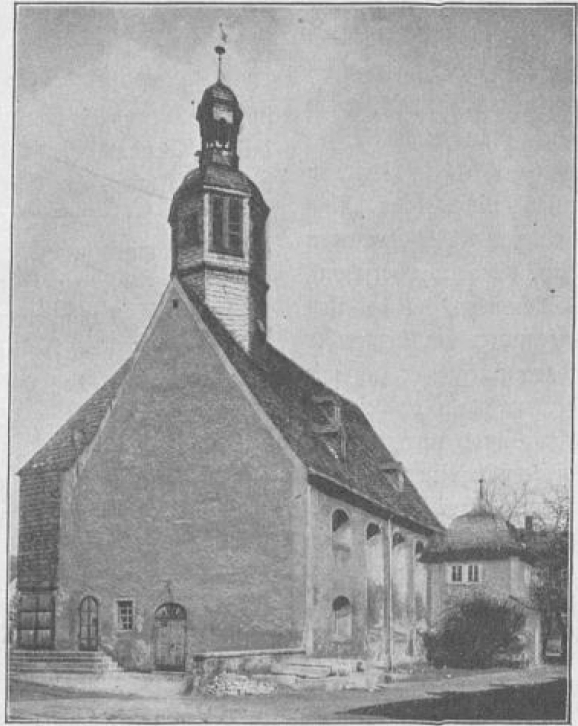
Alte Nicolaikirche (1895 abgerissen)

Aue, dessen Ursprung in engem Zusammenhang mit dem 1173 gegründeten Klösterlein Zelle steht, wurde erstmals 1286 als eigenes Kirchspiel genannt und bis zur Reformation von dessen Augustiner-Chorherren-Mönchen versorgt. Das erste Kirchengebäude befand sich am früheren Kirchplatz (dem heutigen Neumarkt). Das Aussehen oder Urkunden sind nicht überliefert. In einem Visitationsprotokoll des Jahres 1544 werden zwei silberne und vergoldete Abendmahlskelche, zwei silberne Hostienteller, drei Messgewänder und zwei zinnerne Kannen als Ausstattungsstücke angegeben.
Von 1625 bis 1628 ersetzte die Kirchengemeinde das Gotteshaus mit einem Neubau, den auch der sächsische Kurfürst Johann Georg I. finanziell unterstützt hatte. Der umgebende Kirchhof wurde an die Schwarzenberger Straße verlegt.
Diese Kirche wurde am 9. August 1633 zusammen mit großen Teilen der Stadt von kaiserlichen Soldaten zerstört. Bis 1636 erfolgte ein notdürftiger Wiederaufbau der Kirche, 1639 konnten eine neue Kanzel, wahrscheinlich vom Schneeberger Bildhauer Johann Heinrich Böhme dem Älteren gefertigt und 1643 neue in Zwickau gegossene Glocken eingeweiht werden. 1648 erhielt die Kirche einen neuen Taufstein aus Sandstein als Geschenk des Ehepaares Schöppel aus Auerhammer. Im Jahr darauf stifteten Auer Bürger eine neue Altartafel, die der Annaberger Kunstmaler Georg Ohm angefertigt hatte. Eine erste Orgel wurde um 1654 eingebaut.
Bereits die Vorgängerbauten der heutigen Roten Kirche, wie sie wegen ihrer roten Backsteine auch genannt wird, waren dem Heiligen Nikolaus geweiht. Er gilt als Beschützer der Kaufleute, Schiffer und „allen vom Wasser bedrohten Menschen“.

## Pfarrhaus

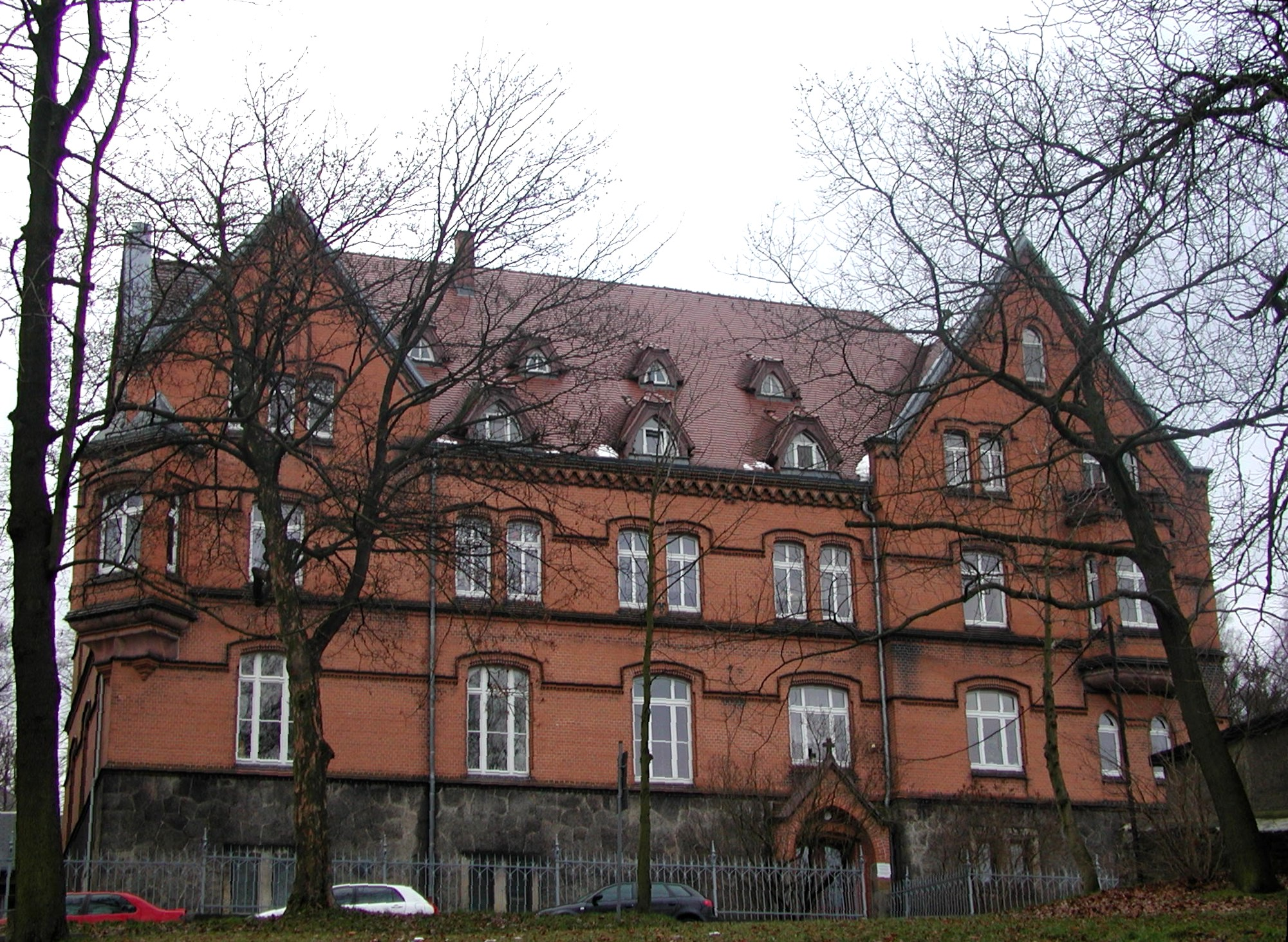
Pfarrhaus (November 2008)

Das zur alten Nicolaikirche gehörende Fachwerk-Pfarrhaus aus dem Jahr 1655 wurde erst beim Bau der Eisenbahnlinie Aue–Adorf abgerissen.
Hangaufwärts, oberhalb des Kirchengebäudes, wurde 1899/1900 ein neues Pfarrhaus für die Gemeinde nach den Entwürfen des Leipziger Architekten Paul Lange errichtet. Es besteht aus unverputzten Backsteinen und hat einen größeren Gemeindesaal als im ersten Pfarrhaus.

## Geschichte der Kirchgemeinde
In früheren Jahrhunderten bildeten zunächst Bauern, Waldarbeiter, Handwerker und Bergleute die Kirchgemeinde. Die Zuwanderung von Industriearbeitern nach Aue ab dem 19. Jahrhundert brachte viele neue Gläubige in die Stadt; zahlreiche kirchliche Vereine wie die Jünglings- und Jungfrauenvereine, die Gemeindediakonie sowie Gesangs- und Posaunenchor wurden gegründet. Um das Jahr 1900 gab es 16.220 Mitglieder der St.‑Nicolai-Gemeinde. In der Zeit des Nationalsozialismus wurden die Kirchenvereine aufgelöst.
Nach dem Ende des Zweiten Weltkriegs, ab 1946, übernahm Ferdinand Ringulf Siegmund das Pfarramt. Die neue Gesellschaftsordnung vollzog eine Trennung von Kirche und Staat, die Kirchgemeinde verlor in der DDR-Zeit Gläubige und Einflusssphären.
Im Jahr der Friedlichen Revolution 1989 diente die Nicolaikirche als Versammlungsort für Andersdenkende und wurde Ausgangspunkt für Montagsdemonstrationen.
1991 wurde die sächsische Landeskirche, zu der die St.‑Nicolai-Gemeinde gehörte, wieder Mitglied in der Vereinigten Evangelisch-Lutherischen Kirche Deutschlands.
Die gegenwärtig mehr als 2000 Gemeindemitglieder (Stand Herbst 2012) kommen aus dem Einzugsbereich von Aue mit den Filialgemeinden Bockau und Lauter. Der Posaunenchor hat sich in den 1990er Jahren neu gegründet.

## Seelsorger
Die Kirchgemeinde hatte phasenweise drei Seelsorger: einen Pfarrer, einen 1. Diakon (bis 1894 Hilfsgeistlicher) und einen 2. Diakon (bis 1903 Hilfsgeistlicher).
Pfarrer
- 1529 – Stölzel, Oswald
- 1556 – Kögler, Urban
- 1564 – Cantzler, Melchior
- 1572 – Fugmann, Daniel
- 1603 – Pauli, Benedikt
- 1618 – Portenreuter, Christian
- 1630 – Melber, Christian
- 1669 – Ficker, Abraham
- 1685 – Jahn, Johann d. J.
- 1712 – Jahn, Johann Daniel
- 1733 – Bötticher, Albert
- 1734 – Merckel, Johann Christian
- 1744 – Philippi, Johann Andreas
- 1780 – Philippi, Lutherus Leberecht
- 1781 – Funke, Georg Traugott
- 1816 – Jost, Adam Friedrich Ernst
- 1819 – Grössel, Carl August Ehregott
- 1855 – Günther, Gustav Eduard
- 1885 – Kaiser, Karl Richard
- 1894 – Thomas, Alwin Johannes
- 1904 – Temper, Hugo Robert
- 1916 – Leßmüller, Fritz *Walter
- 1935 – Weißbach, *Walter Max
- 1945 – Siegmund, Ringulf Ferdinand
- 1947 – Pescheck, Christina Georg Oswald *Werner
- 1948 – Jahn, *Gustav Eduard
- 1952 – Petzold, Gottfried
- 1958 – Uhlmann, Bernhard
- 1960 – Kittel, Hans-Joachim
- 1968 – Gersdorf, Ernst
- 1975 – Gilbert, Ulrich
- 1992 – Kircheis, Gotthard[17]
- 2016 – Schubert, Jörgen[18]